# Au bout du tunnel (Prison Break)
Pour les articles homonymes, voir Au bout du tunnel.
Au bout du tunnel est le treizième épisode du feuilleton télévisé Prison Break.

## Résumé
La tentative de meurtre sur T-Bag a échoué et c'est Abruzzi qui est dans un état critique. Il est évacué en hélicoptère médical d'urgence. En même temps, pour avoir dû retarder un garde pour protéger le tunnel, Burrows est envoyé en confinement. Les autres décident de s'évader quand même au grand désespoir de Scofield. Finalement, il trouve un moyen de maintenir le plan : C-Note s'occupe de trouver des complices pour l'évacuation, Scofield fait parvenir une pastille à Burrows qu'il avalera au moment opportun pour être envoyé à l'infirmerie, sur la route de l'évasion où les autres vont le prendre. Hale retourne sa veste et décide de tout raconter à Veronica avant de s'enfuir. Veronica, sur la base de cette promesse va vers les médias et vers la cour pour dénoncer la conspiration. Le soir venu, elle va au rendez-vous avec Hale pour récupérer les preuves, tandis que l'évasion commence.

## Informations complémentaires

### Chronologie
- Cet épisode se déroule le 9 mai.

### Divers
- Cet épisode est construit comme un cliffhanger et il se termine comme tel, alors que ce n'est pas la fin de la saison.